# Platylabus foxleei
Platylabus foxleei är en stekelart som beskrevs av Heinrich 1962. Platylabus foxleei ingår i släktet Platylabus och familjen brokparasitsteklar. Utöver nominatformen finns också underarten P. f. orientis.